# Nilóták

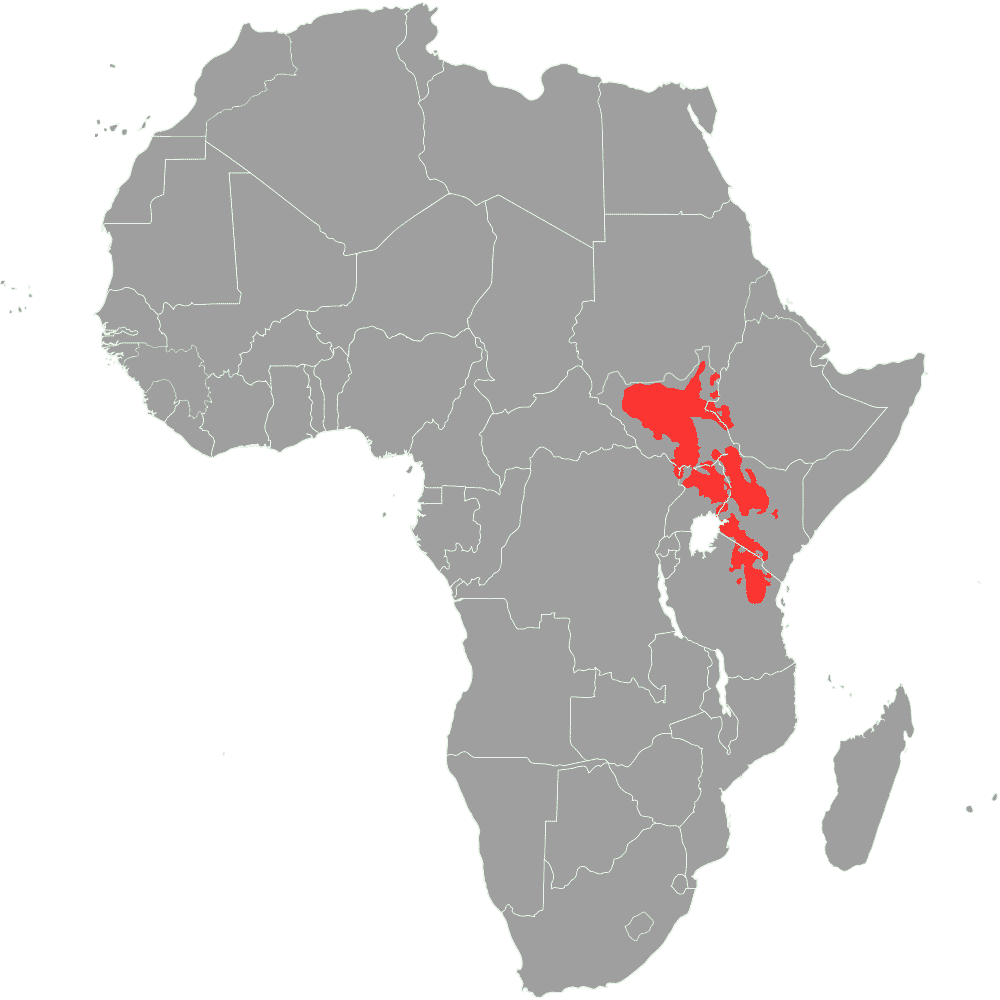
A nílusi nyelvcsalád elterjedtsége Afrikában

A nilóták vagy másképp nílusi népek egy nyelvi közösség. A nilóták a szudáni nyelvcsalád keleti családjához tartozó nyelvet beszélik. A nilóták olyan negridek, akik kisebb-nagyobb mértékben etióp (hamita) jellegeket vettek fel. Annak megfelelően, hogy mennyire negridek, vagy mennyire hamiták, sokféle csoportjuk van. 
Legnagyobb északi csoportjuk a Nílus völgyében, a 12° és 6° északi szélesség között él. 
Jelentős részük állattartással foglalkozik, a földművelés csak másodlagos jelentőségű. 
Testi jellemzőik: testalkatuk karcsú, termetük magas, igen sötét bőrűek.

## A nilóták osztályozása
Az antropológusok a nilótákat két nagy csoportra: 
1. a szorosabb értelemben vett nilótákra és a 2. nilo-hamitákra osztják. Mindkét csoport földrajzi fekvés alapján további osztályokra bontható:
Szorosabb értelemben vett nilóták
- északi csoport: dinka, nuer, silluk stb.
- középső csoport: acsoli, lango, alur stb.
- déli csoport: luo-kavirondo stb.

Nilo-hamiták
- északi csoport: bari, lotuko stb.
- középső csoport: turkana
- déli csoport: nandi, maszáj

### Alcsoportjai
- Beir csoport.

A csoport tagjai Délnyugat-Etiópiában élnek. Ahol földrajzi környezetük megengedi, földjeiket megművelik, de többnyire állattartó, pásztornépek. A didinga, murle, szuri, szurma stb. törzsek tartoznak ide.
- Dinka csoport.

A dinkák 25 törzsre oszthatók fel (dinka, nuer, padang stb.), mindegyik törzs a saját területének nevét viseli. Elsősorban Dél-Szudánban élnek több mint 5 millióan.
- Luó csoport

Nagy részük Ugandában és Dél-Szudánban él, az alurok szállásterülete a Kongói Demokratikus Köztársaságba, a luó törzsé Kenyába, más törzseké Etiópiába és Szudánba is kiterjed. Ide tartoznak még az acsoli, langó törzsek is.
- Bari csoport

A bari törzsek az északi dinka és a déli luo csoportok között élnek, szállásterületük Dél-Szudán ill. a Kongói Demokratikus Köztársaságba nyúlik be. A kusitákkal és nyugati szomszédaikkal keveredtek. A bari, fedzsulu, kakva, kuku, nyepu lotuko, mandari stb. törzsek tartoznak ide.
- Maszáj csoport.

Ide tartoznak a maszaik (maszájok), a szamburuk, a kvafi, az arusa, lumbva, mogomodo stb. törzsek.
- Nandi csoport

Kalendzsineknek is nevezik őket. Kb. 5 millióan vannak Kenya területén. Az ide tartozók szinte mindegyike földet művel. Testi jellegeik a maszáj csoportéhoz állnak közel. A nandi, keju, kamaszja, buret, szoket, szabei, szuk stb. törzsek tartoznak ide.
- Karamodzsong csoport

Kenya és Uganda területén élnek. Legtöbbjük pásztorkodik. Ide tartoznak a karamodzsong, turkana, teszo, kumam, ngamatak és más törzsek.